# خطبة زينب في الكوفة
خطبة زينب بنت علي في أهل الكوفة وهي خطبة ألقتها زينب بنت علي أبي طالب في أهل الكوفة بعد معركة كربلاء وبعدما نقل أهل بيت الحسين إلى الكوفة حيث مقر عبيد الله بن زياد وواليها من قبل بني أمية، وقد خرج الناس للنظر إليهم. ورأى‌ علي بن الحسين الذي كان من ضمن الأسرى، أهل الكوفة يضجّون ويبكون، وفي عنقه الجامعة ويده مغلولة إلى عنقه، فخاطبهم قائلًا: «أتنوحون وتبكون من أجلنا!؟ فمن قتلنا!؟»» وقد أومأت زينب بنت علي إلى الناس أن اسكتوا فارتدت الأنفاس وسكنت الاجراس ثم خطبتهم.
تشتمل هذه الخطبة على الحمد والثناء لله والصلاة على النبي محمد وآله وإدانة أهل الكوفة على تخاذلهم وغدرهم ونقضهم العهود والمواثيق والبيعة وذكر مناقب الحسين بن علي الذي ينتمي إلی آل البيت وبعض مصائبه.
وتُعد هذه الخطبة أول خطاب يصدر عن سبايا الحسين بن علي بعد واقعة كربلاء.

## مكان وزمان الإلقاء
ألقتها عند وصولهم إلى مدينة الكوفة في اليوم الثاني عشر من شهر محرم سنة 61هـ، وذلك في الجماهير المحتشدة لتفرج عليهم.

## خلفية
بعد استشهاد الحسين بن علي وأولاده ورجال أهل بيته وأصحابه في معركة كربلاء، أعلن عمر بن سعد القائد الأموي لجيش الكوفة النصر العسكري على جيش الحسين، فبدأ جنوده اقتحام الخيم القليلة المنصوبة للنساء والاطفال وحرقها، وساقوا النساء والصبيان والمرضى سبايا إلى الكوفة حيث مقر عبيدالله بن زياد، وواليها من قبل بني أمية. فلما قاربوا الكوفة إجتمع أهلها للنظر إليهن. فجعل أهل الكوفة ينوحون ويبكون. فقال علي بن الحسين: تنوحون وتبكون من أجلنا؟ فمن ذا الذي قتلنا؟ وقد أومأت زينب بنت علي إلى الناس أن اسكتوا وألقَت خطبة بليغة عليهم.، فقام بإلقاء خطبته المعروفة في أهل الكوفة.

## مواضيع الخطبة
تضمنت هذه الخطبة الإشارة إلى: 
- الحمد والثناء لله والصلاة على النبي محمد وآله
- إدانة أهل الكوفة على تخاذلهم وغدرهم ونقضهم العهود والمواثيق والبيعة.
- تذكيرهم بمناقب أهل البيت والحسين بن علي الذي سفك دمه وانتهك حرمته وهو سيد شباب أهل الجنة.[5]

## تفاصيل الخطبة
قال بشير بن خزيم الأسدي: «ونظرت إلى زينب بنت علي  يومئذ فلم أر خفرةً ـ والله ـ أنطق منها، كأنها تفرغ عن لسان أمير المؤمنين علي بن أبي طالب، وقد أومأت إلى الناس أن اسكتوا. فارتدت الأنفاس، وسكنت الأجراس، ثم قالت:«الحمد لله والصلاة على أبي محمد وآله الطيبين الأخيار. أما بعد. يا أهل الكوفة يا أهل الختل والغدر أتبكون فلا رقأت الدمعة، ولا هدأت الرنة، إنما مثلكم كمثل التي نقضت غزلها من بعد قوة انكاثاً، تتخذون إيمانكم دخلاً بينكم ألا، وهل فيكم إلا الصلف النطف، والصدر الشنف، وملق الإماء وغمز الأعداء، أو كمرعى على دمنة أو كفضة على ملحودة.
ألا ساء ما قدمت لكم أنفسكم أن سخط الله عليكم وفي العذاب أنتم خالدون أتبكون وتنتحبون أي والله فابكوا كثيراً واضحكوا قليلاً، فلقد ذهبتم بعارها وشنارها ولن ترحضوها بغسل بعدها أبداً وأنّى ترحضون قتل سليل خاتم النبوة ومعدن الرسالة وسيد شباب أهل الجنة وملاذ حيرتِكم ومفزع نازلتكم ومنار حجتكم ومدرة سنتكم ألا ساء ما تزرون وبعداً لكم و سحقاً. فلقد خاب السعي، وتبت الأيدي، وخسرت الصفقة، وبؤتم بغضب من الله، وضربت عليكم الذلة والمسكنة ويلكم يا أهل الكوفة أتدرون أي كبد لرسول الله  فريتم، وأي كريمة له أبرزتم، وأي دمٍ له سفكتم، وأي حرمة له انتهكتم لقد جئتم بها صلعاء عنقاء سوداء فقماء خرقاء شوهاء كطلاع الأرض أو كمِلئ السماء أفعَجبتم إن مطرت السماء دماً ولعذاب الآخرة أخزى وأنتم لا تنصرون، فلا يستخفنكم المهل فإنه لا يحفزه البدار ولا يخاف فوت الثأر وإن ربكم لبالمرصاد.»
ثم أنشأت تقول:
ثم ولت عنهم.
ورى المؤرخون أن الناس كانوا يومئذٍ حيارى يبكون وقد وضعوا أيديهم على أفواههم ويبكي أحدهم حتى اخضلّت لحيته وهو يقول:«بأبي أنتم وأمي كهولكم خير الكهول، وشبابكم خير الشباب، ونسائُكم خير النساء، ونسلُكم خير نسل لا يخزى ولا يبزى».

## شرح معانيها
- قول زينب:(والصلاة على أبي محمد)؛ تهدف بذلك تعريف أهل الكوفة بنسبها لرسول الله.
- (الختل): أشد أنواع الغدر، قال بعضهم: هو الخدعة عن غفلة.أشارة منها إلى تاريخ أهل الكوفة المعروف بالغدر.
- (فلا رقأت الدمعة، ولا هدأت الرنة)؛ رقأت الدمعة: أي سكنت أو إنقطعت بعد جريانها وجفت. الرنة:الصوت الحزين عند البكاء.
- (نقضت غزلها من بعد قوة انكاثاً): أي حلّته وأفسدته بعد إبرام.
- (تتخذون أيمانكم دخلاً بينكم)؛ أيمان: جمع يمين وهو القسم والحلف. الدخل: هو المكر والخيانة.
- (ألا وهل فيكم إلا الصلف النطف)؛ الصلف: الذي يمتدح بما ليس فيه، ولعلها آرادة بذلك الوقح، أي إن بكاؤهم بعد ارتكابهم لتلك الجرائم يدل على شدة وقاحتهم وقلة حيائهم.النطف: المتلطخ بالعيب.
- (والصدر الشنف)؛ الشنف بمعنى البغض بغير حق؛ أي الصدر الذي يحتوي على شدة البغض والعداء لأهل البيت.
- (وملق الإماء)؛ الملق بمعنى التذلل.
- (كمرعى على دمنة)؛ المرعى: محل العشب الذي يسرح فيه القطيع. الدمنة: المحل الذي تتراكم فيه أرواث الحيوانات وابوالها وتختلط مع التراب في مرابضهم، فتتلبد وتتماسك الأوساخ المتكونة من الروث والبول والتراب، ثم بسبب الرطوبة الموجودة ينبت هناك نبات أخضر، جميل المنظر واللون، ولكن الجذور نابتة في مكان وسخ مليء بالجراثيم والميكروبات.
- (الغمز)؛ أي الطعن بالشر.
- (الفصّة)؛ الجص. الملحودة: القبر
- (الشنار) العار.
- (لن ترحضوها)؛ لن تغسلوها.
- (كلمكم)دواء جرحكم.
- (مدرة): زعيم القوم ولسانهم المتكلم عنهم.

## راوي الخطبة
تختلف المصادر في اسم الراوي الذي يُنقل عنه الخطبة، فالطبرسي ينقله عن حذيم بن شريك الأسدي، والذي ذكره الطوسي في رجاله بانّه من أصحاب علي بن الحسين.
السيد ابن طاووس ينقل الخطبة عن بشير بن خزيم الأسدي.
بينما يذهب جعفرالنقدي بتواتر الروايات فيها عن ارباب الحديث بأسانيدهم عن حذلم بن كثير.وذكر أن حذلم بن كثير من فصحاء العرب. وقال: إن الجاحظ رواها في كتابه البيان والتبين عن خزيمة الأسدي.
أما باقرالقرشي فقد ذكر الرواية عن جذلم بن بشير.
وذكر ابن طيفور في كتابه بلاغات النساء سند الخطبة كما يلي: (عن سعيد بن محمد الحميري أبو معاذ عن عبد الله بن عبد الرحمن رجل من أهل الشام عن شعبة، عن حذام الأسدي، وقال مرة أخرى حذيم قال: قدمت الكوفة...)

## دلالات الخطبة
كشفت خطبة علي بن الحسين السجاد في الكوفة عن أمور، أهمها:
1. الإدانة الواضحة للذين دعوا الحسين إلى العراق وتخلوا عنه وحاربوه، ووصمَهم بالخَتل والغدر والمكر والخيانة.
2. إنّها ساهمت في كشف الحقائق التي حاول بنو أمية سترها وأخطرها التقليل من أهمية العلاقة الرسالية والرحمية لهؤلاء السبايا برسول الله ولذلك كان التأكيد على قول «أتدرون أي كبد لرسول الله  فريتم، وأي كريمة له أبرزتم، وأي دمٍ له سفكتم، وأي حرمة له انتهكتم ...».
3. شرح الوقائع التي وقعت في العاشر من محرم الحرام، وكان محورها قتل الحسين وأهل بيته وأصحابه وهتك حرمة النبي.[1]

## وصلات خارجية
- خطبة السيدة زينب في الكوفة، الشيخ الكعبي